# サン・サドゥルニ・ダノヤ
サン・サドゥルニ・ダノヤ(カタルーニャ語: Sant Sadurní d'Anoia)は、スペイン・カタルーニャ州バルセロナ県の基礎自治体（ムニシピ）。スペイン語表記はSan Sadurní de Noya（サン・サドゥルニ・デ・ノジャ）。カタルーニャ語名が公式名である。クマルカ（郡）としてはアルト・パナデスに属する。

## 地理
スパークリングワインのカバ生産の中心地である。地中海からやや内陸に入ったパナデス盆地の北東部、アベルノー川とアノヤ川の合流点にある。道路交通ではA-7号線、鉄道ではレンフェ（スペイン国鉄）の路線が、カタルーニャ州の州都バルセロナとタラゴナ県の県都タラゴナを結んでおり、サン・サドゥルニ・ダノヤはその中間点に位置する。サン・サドゥルニ・ダノヤの南西にはパナデス地域の中心地であるビラフランカ・ダル・パナデスがある。

### 村
サン・サドゥルニ・ダノヤの自治体内には、中心部から離れた場所に4つの村がある。
- カン・バネット・ダ・ラ・プルア（人口94人）
- カン・カタスース（人口124人）
- アスピエイス（人口54人） : プレロマネスク様式のサン・バネット教会がある
- ムニストロル・ダノヤ（人口28人）

## 経済

### ワイン
サン・サドゥルニ・ダノヤはスパークリングワインのカバの発祥の地である。コドルニウ家のホセ・ラベントスはサン・サドゥルニ・ダノヤで、1872年にシャンパン同様の製法によるスパークリングワインの生産に成功した。コドルニウ社が成功を収めたため、19世紀末から20世紀初頭にはこの地域でスパークリングワインの生産が盛んとなり、1914年にはフレシネ社がスパークリングワインの生産に参入した。
1986年にはスペインの原産地呼称制度であるデノミナシオン・デ・オリヘンで「カバ」が「原産地呼称」(DO)に認定され、現在ではサン・サドゥルニ・ダノヤも含めて8自治州での生産が認可されている。カバの二大生産者であるフレシネ社とコドルニウ社のワイナリーは今日でもサン・サドゥルニ・ダノヤにあり、カバの99%はカタルーニャ州で、95%はペネデス (DO)で、75%はサン・サドゥルニ・ダノヤで生産される。
コドルニウ社のワイナリーはサン・サドゥルニ・ダノヤの町はずれにある。このワイナリーはノウセンティズマ（20世紀初頭におけるカタルーニャの文化運動）の様式であり、カタルーニャ人建築家のジュゼップ・プッチ・イ・カダファルクが設計した。

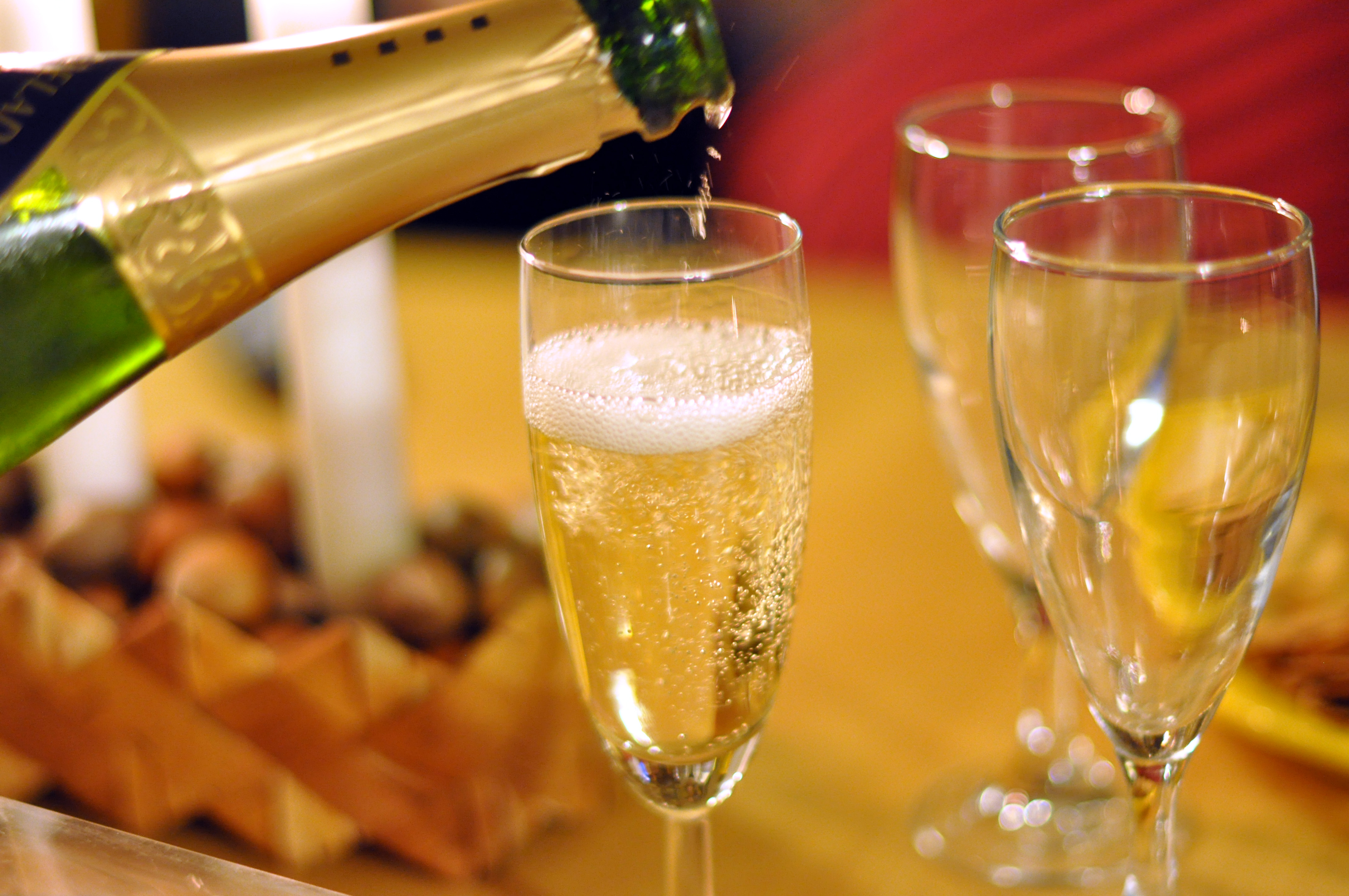
この地で生まれたカバ
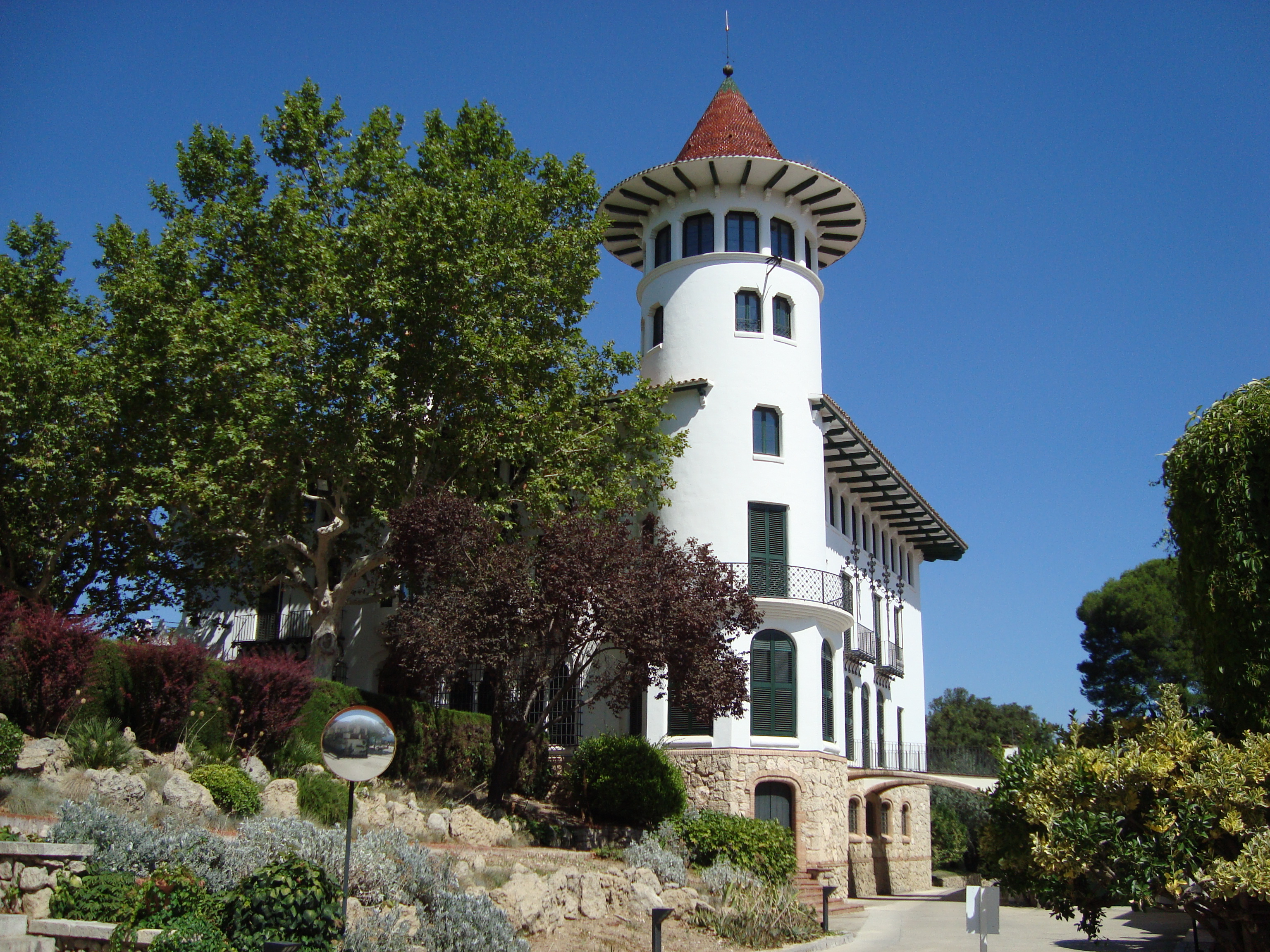
コドルニウ社のシャトー
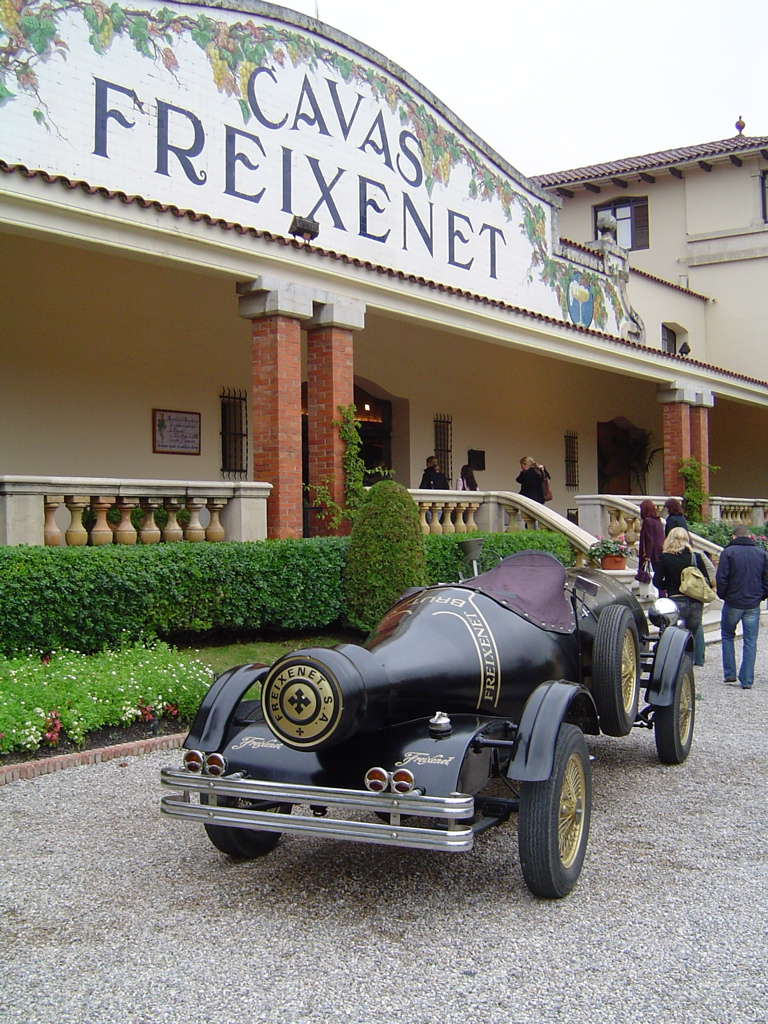
フレシネ社のシャトー
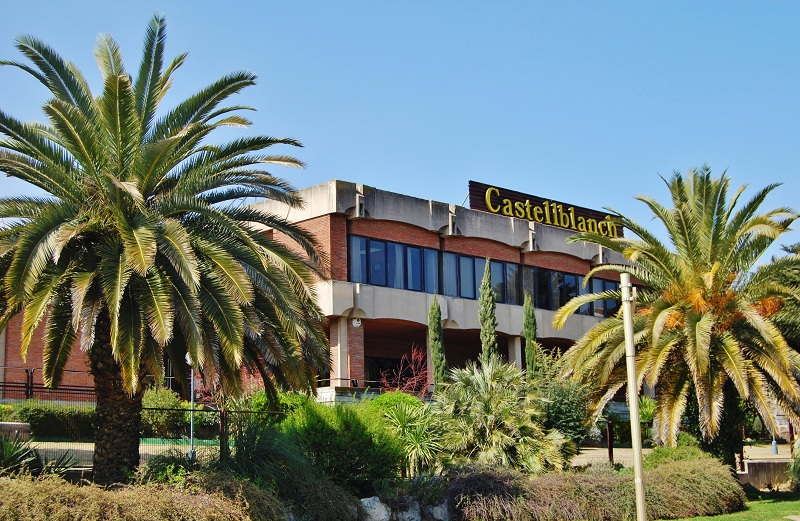
カステイブランク社のシャトー

## スポーツ

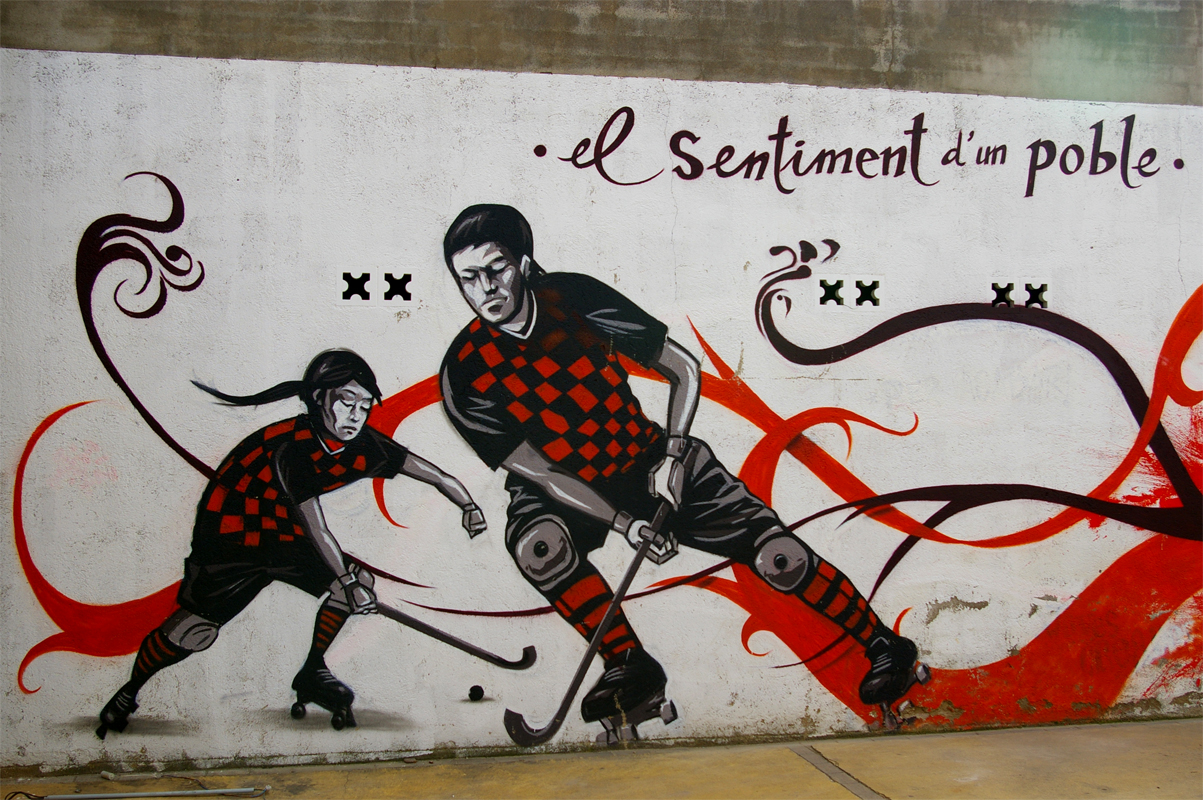
CEノヤのペインティング

### 自転車競技
1992年のバルセロナオリンピック自転車競技では、8月2日に個人ロードレースがサン・サドゥルニ・ダノヤで開催された。154人が出場して84人が完走し、イタリアのファビオ・カサルテッリが金メダルを獲得した。

### ローラーホッケー
ローラーホッケーチームのCEノヤはサン・サドゥルニ・ダ・ノヤに拠点を置いている。CEノヤは全国リーグのOKリーガに所属しており、スポンサーネームはカバのフレシネ社を名前を付けたCEノヤ・フレシネである。CEノヤは1987-88シーズンにOKリーガで優勝し、1998年と2008年にコパ・デル・レイで優勝している。ヨーロッパ最高峰のカップ戦であるCERHヨーロピアン・リーグでは1988-89シーズンに優勝し、ヨーロッパのスーパーカップであるCERHコンティネンタル・カップでは1988-89シーズンと2014-15シーズンに優勝している。

## 政治

### 首長
| サン・サドゥルニ・ダノヤの歴代首長 | サン・サドゥルニ・ダノヤの歴代首長                                 | サン・サドゥルニ・ダノヤの歴代首長                                             |
| 在任期間                           | 名前                                                               | 政党                                                                           |
| ---------------------------------- | ------------------------------------------------------------------ | ------------------------------------------------------------------------------ |
| 1979-1983                          | カルロス・ケロル                                                   | カタルーニャ社会主義者党 (PSC)                                                 |
| 1983-1987                          | カルロス・ケロル                                                   | カタルーニャ社会主義者党 (PSC)                                                 |
| 1987-1991                          | カルロス・ケロル(87-88) マルセル・ガバロー・パリャレス(88-91)      | カタルーニャ社会主義者党 (PSC) カタルーニャ社会主義者党 (PSC)                  |
| 1991-1995                          | マルセル・ガバロー・パリャレス                                     | カタルーニャ社会主義者党 (PSC)                                                 |
| 1995-1999                          | ジュアン・アマト・ソレー                                           | 集中と統一 (CIU)                                                               |
| 1999-2003                          | ジュアン・アマト・ソレー                                           | 集中と統一 (CIU)                                                               |
| 2003-2007                          | ジュアン・アマト・ソレー                                           | 集中と統一 (CIU)                                                               |
| 2007-2011                          | ジュアン・アマト・ソレー                                           | 集中と統一 (CIU)                                                               |
| 2011-2015                          | ジュゼップ・マリア・リバス スサンナ・メリダ・ロペス マリア・ロセイ | カタルーニャ共和主義左翼 (ERC) カタルーニャ社会主義者党 (PSC) 集中と統一 (CIU) |
| 2015-                              | マリア・ロセイ                                                     | 集中と統一 (CIU)                                                               |

### 議会
| 2007年選挙 | 2007年選挙 | 2007年選挙 |
| 政党       | 得票率     | 議席数     |
| ---------- | ---------- | ---------- |
| CiU        | 36.05      | 7          |
| PSC-PM     | 31.06      | 6          |
| ERC-AM     | 14.81      | 2          |
| PP         | 8.98       | 1          |
| AMI-EPM    | 5.64       | 1          |

| 2011年選挙 | 2011年選挙 | 2011年選挙 |
| 政党       | 得票率     | 議席数     |
| ---------- | ---------- | ---------- |
| CiU        | 30.68      | 6          |
| PSC        | 27.81      | 5          |
| ERC        | 19.32      | 4          |
| PP         | 13.73      | 2          |

| 2015年選挙 | 2015年選挙 | 2015年選挙 |
| 政党       | 得票率     | 議席数     |
| ---------- | ---------- | ---------- |
| CiU        | 26.32      | 5          |
| ERC-AM     | 20.70      | 4          |
| PSC-CP     | 17.90      | 3          |
| CUP-PA     | 12.33      | 2          |
| ICV-EuiA-E | 11.69      | 2          |
| PP         | 9.06       | 1          |

## 人口
| サン・サドゥルニ・ダノヤの人口推移 1900－2006           |
|                                                         |
| 出典:INE（スペイン国立統計局）1900年 - 1991年、1996年 - |

## 出身者
- ペドロ・ヒル・ゴメス（スペイン語版） : アイスホッケー選手。
- マリーア・アスンシオン・ラベントス（スペイン語版） : アーティスト。

## 姉妹都市
- アンダルシア州マラガ県カニェーテ・ラ・レアル（スペイン語版）

## 参考

### 参考サイト
- 1992 Summer Olympics official report Volume 2, pp.308-310.
- Panareda Clopés, Josep Maria; Rios Calvet, Jaume; Rabella Vives, Josep Maria (1989). Guia de Catalunya, バルセロナ, カタルーニャ貯蓄銀行, ISBN 84-87135-01-3 （スペイン語）, ISBN 84-87135-02-1 （カタルーニャ語）